# Saint-Jean-des-Essartiers
Saint-Jean-des-Essartiers ist eine französische Ortschaft und ehemalige Gemeinde im Département Calvados in der Region Normandie. Sie gehörte zum Arrondissement Vire. Sie wurde mit Wirkung vom 1. Januar 2017 mit Sept-Vents, Dampierre und La Lande-sur-Drôme zur Commune nouvelle Val de Drôme zusammengelegt. Seither ist sie eine Commune déléguée. Sie grenzte im Nordosten an Cahagnes, im Südosten an Saint-Pierre-du-Fresne, im Süden an Les Loges, Saint-Martin-des-Besaces und Saint-Ouen-des-Besaces, im Südwesten an Dampierre sowie im Nordwesten an Sept-Vents. 

## Bevölkerungsentwicklung

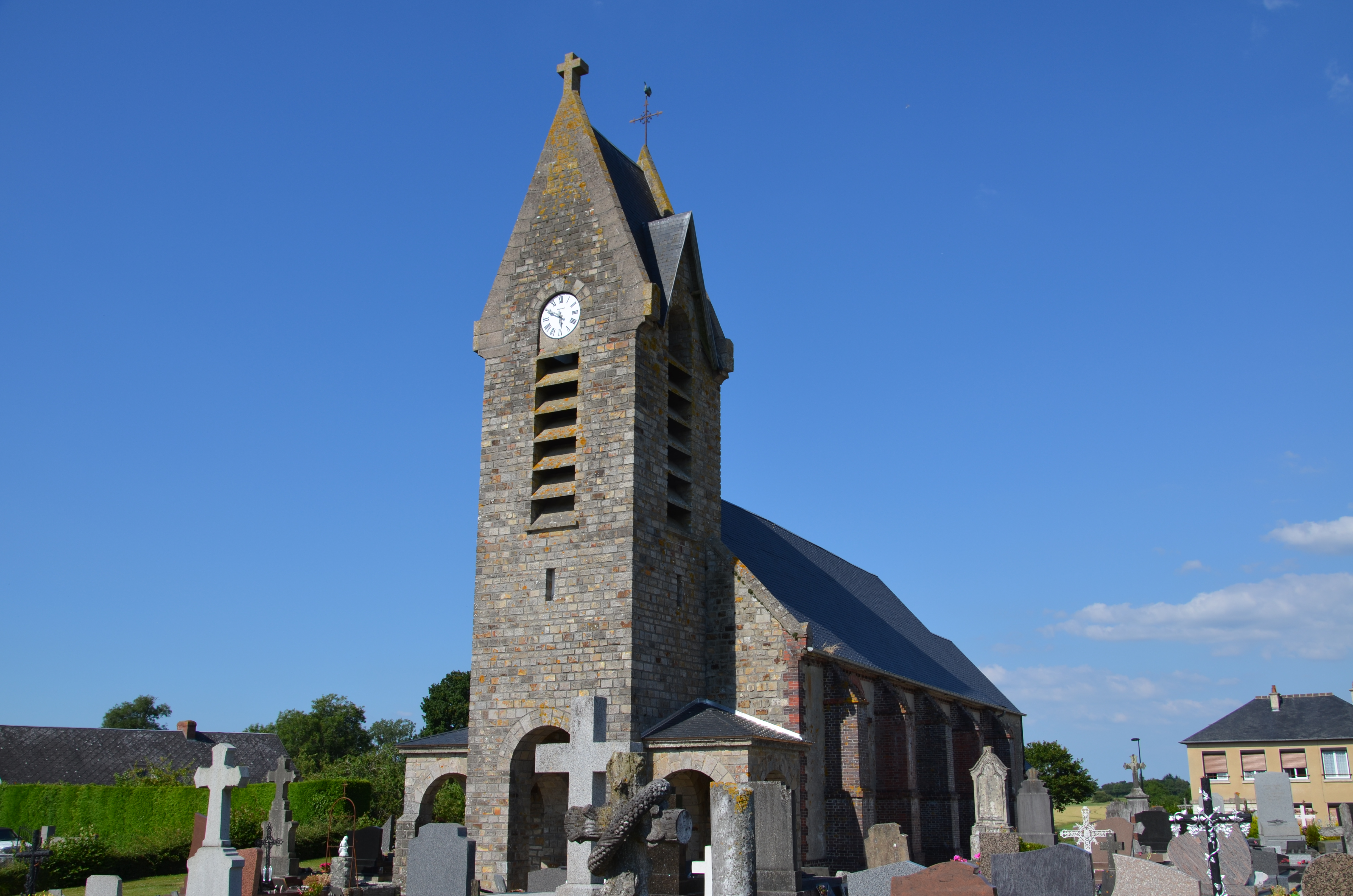
Kirche Saint-Jean

| Jahr      | 1962 | 1968 | 1975 | 1982 | 1990 | 1999 | 2008 | 2016 |
| --------- | ---- | ---- | ---- | ---- | ---- | ---- | ---- | ---- |
| Einwohner | 281  | 238  | 208  | 162  | 150  | 153  | 195  | 210  |